# Pasterze-gleccser
A Pasterze-gleccser egy 8,3 km (2006) hosszú jégár Ausztriában, az Alpokban, a Glockner-hegycsoportban. A Großglockner közelében ered, a Möll folyó völgyében, az olvadékvize egy tóba folyik, melynek vízét a Möll vezeti el. Legnagyobb kiterjedése és hossza 1852–1856-ban volt, azóta – néhány kivételes időszakot leszámítva – kitartóan csökken, 1852-től számítva térfogata kevesebb mint felére zsugorodott. Legvastagabb részén a jégoszlop 180 méteres volt 1987-ben.

## Elhelyezkedése
Akkumulációs zónája a Johannisberg (3453 m) előterében, körülbelül 3400 méteren kezdődik. Az olvadékából patak keletkezik, amely a Margaritzen-víztározóba (Margaritzenstausee) folyik, aminek a vizét a Möll vezeti el.
1852-ben hossza 11,4 km, területe 26,5 km², térfogata 3,5 km³ volt.